# Полет 980 на „Ийстърн Еър Лайнс“
Полет 980 на „Ийстърн Еър Лайнс“ е редовен международен пътнически полет от международното летище „Президент Стрьоснер“, Асунсион, Парагвай, до международното летище „Маями“, Маями, Флорида, Съединените американски щати, с междинни кацания в Ла Пас, Боливия и Гуаякил, Еквадор, управляван от „Ийстърн Еър Лайнс“. На 1 януари 1985 г. самолетът „Боинг 727-225 Адвансед“, който изпълнява полета, се удря в планината Илимани на височина от 6000 м, докато се спуска към планираното междинно кацане в Боливия. В катастрофата загиват всички 19 пътници и 10 члена на екипажа на борда на машината.
Националният съвет за безопасност на транспорта на Съединените американски щати, заедно с изследователи и боливийски планински водачи извършват проверка на мястото на останките с цел да бъде намерено записващото устройство за полетни данни и звукозаписващото устройство в пилотската кабина. Останките обаче са разпръснати върху огромна площ и покрити с от 6 до 9 м сняг, което не позволява откриването на нито една от черните кутии.
През годините отломките се преместват заедно с ледника, върху който се намират, и през 2006 г. вече са достъпни от алпинисти; открити са лични вещи на пътниците, но не и тела. На 4 юни 2016 г., след една от най-топлите години, регистрирани в района, човешки останки и парче от самолета с надпис CKPT VO RCDR са открити в планините на Андите.